# 畑本時央
畑本 時央（はたもと ときお、1992年8月18日 - ）は、熊本県出身の元プロサッカー選手。ポジションはディフェンダー（センターバック）。

## 来歴
熊本県出身で、4歳からサッカーを始める。その後、 浦和レッズのジュニアユース、ユースでプレー。浦和レッズユースでは、高校2年生時からレギュラーとしてプレーしていた。当時は岡本拓也とCBのコンビを組むことが多かった。また、高校3年生時には、浦和レッズユースの主将を務めた。2011年、アビスパ福岡に加入。記者会見では、「地元の九州に帰ってプレーできることを嬉しく思う。」と語っている。2012年、J2第3節の湘南ベルマーレ戦で、Jリーグデビューを果たした。
2014年、ツエーゲン金沢へ期限付き移籍。
2015年よりグルージャ盛岡に完全移籍。
2018年末でグルージャ盛岡を退団。
2019年1月、現役引退とユース時代に所属していた浦和レッズのスカウト部スタッフ就任が発表された。

## 所属クラブ
ユース経歴
- スポーツの森大津FC（大津町立大津小学校）
- ブレイズ熊本ジュニアユース（大津町立大津中学校）
- 浦和レッズジュニアユース（さいたま市立大原中学校）
- 2008年 - 2010年 浦和レッズユース（埼玉県立大宮南高校）

プロ経歴
- 2011年 - 2014年  アビスパ福岡
  - 2014年  ツエーゲン金沢（期限付き移籍）
- 2015年 - 2018年  グルージャ盛岡

## 個人成績
| 国内大会個人成績 | 国内大会個人成績 | 国内大会個人成績 | 国内大会個人成績 | 国内大会個人成績 | 国内大会個人成績 | 国内大会個人成績 | 国内大会個人成績 | 国内大会個人成績 | 国内大会個人成績 | 国内大会個人成績 | 国内大会個人成績 |
| 年度             | クラブ           | 背番号           | リーグ           | リーグ戦         | リーグ戦         | リーグ杯         | リーグ杯         | オープン杯       | オープン杯       | 期間通算         | 期間通算         |
| 年度             | クラブ           | 背番号           | リーグ           | 出場             | 得点             | 出場             | 得点             | 出場             | 得点             | 出場             | 得点             |
| 日本             | 日本             | 日本             | 日本             | リーグ戦         | リーグ戦         | リーグ杯         | リーグ杯         | 天皇杯           | 天皇杯           | 期間通算         | 期間通算         |
| ---------------- | ---------------- | ---------------- | ---------------- | ---------------- | ---------------- | ---------------- | ---------------- | ---------------- | ---------------- | ---------------- | ---------------- |
| 2011             | 福岡             | 27               | J1               | 0                | 0                | 0                | 0                | 0                | 0                | 0                | 0                |
| 2012             | 福岡             | 27               | J2               | 16               | 0                | -                | -                | 0                | 0                | 16               | 0                |
| 2013             | 福岡             | 22               | J2               | 2                | 0                | -                | -                | 1                | 0                | 3                | 0                |
| 2014             | 金沢             | 4                | J3               | 6                | 0                | -                | -                | 1                | 0                | 7                | 0                |
| 2015             | 盛岡             | 28               | J3               | 12               | 0                | -                | -                | 1                | 0                | 13               | 0                |
| 2016             | 盛岡             | 4                | J3               | 28               | 3                | -                | -                | 3                | 0                | 31               | 3                |
| 2017             | 盛岡             | 4                | J3               | 28               | 3                | -                | -                | 2                | 0                | 30               | 3                |
| 2018             | 盛岡             | 4                | J3               | 10               | 0                | -                | -                | 1                | 0                | 11               | 0                |
| 通算             | 日本             | 日本             | J1               | 0                | 0                | 0                | 0                | 0                | 0                | 0                | 0                |
| 通算             | 日本             | 日本             | J2               | 18               | 0                | -                | -                | 1                | 0                | 19               | 0                |
| 通算             | 日本             | 日本             | J3               | 84               | 6                | -                | -                | 8                | 0                | 92               | 6                |
| 総通算           | 総通算           | 総通算           | 総通算           | 102              | 6                | 0                | 0                | 9                | 0                | 111              | 6                |

- Jリーグ初出場 - 2012年3月17日 J2 第3節 対湘南ベルマーレ戦（BMWス）

## 代表歴
- 2007年 U-15日本代表
- 2008年 U-16日本代表
- 2009年 U-17日本代表